# Sheffield Steel
Sheffield Steel − album muzyczny Joego Cockera wydany w 1982 roku. Reedycja ukazała się w roku 2002.

## Lista utworów
1. „Look What You've Done” (Leo Nocentelli)
2. „Shocked” (Ira, Ingber, Greg Sutton)
3. „Sweet Little Woman” (Andy Fraser)
4. „Seven Days” (Bob Dylan)
5. „Marie” (Randy Newman)
6. „Ruby Lee” (Bill Withers, Melvin Dunlap)
7. „Many Rivers to Cross” (Jimmy Cliff)
8. „So Good, So Right” (Brenda Russell)
9. „Talking Back to the Night” (Steve Winwood, Will Jennings)
10. „Just Like Always” (Jimmy Webb)
11. „Sweet Little Woman” (Andy Fraser)[4]
12. „Look What You've Done” (Leo Nocentelli)[4]
13. „Right in the Middle (Of Falling in Love)” (Sam Dees)[4]
14. „Inner City Blues” (Marvin Gaye, James Nyx Jr.)[4]

## Skład
- Joe Cocker – wokal
- Wally Badarou – keyboard
- Robert Palmer – wokal wspomagający
- Jimmy Cliff – wokal wspomagający
- Adrian Belew – gitara
- Barry Reynolds - gitara, wokal wspomagający
- Mikey Chung – gitara
- Sly Dunbar – bębny
- Robbie Shakespeare – bas
- Uziah „Sticky” Thompson – perkusja
- Anton Corbijn – fotografie
- Paul Wexler - asystent prodcenta